# Вакар, Борис Васильевич
Борис Васильевич (Владимирович) Вака́р (1914 (по другим данным — май 1917) — 19 сентября 1943) — советский оператор документального кино. Лауреат Сталинской премии первой степени (1943).

## Биография
Борис Васильевич Вакар родился в 1914 году. Русский. Член ВЛКСМ.
В 1939 году после окончания операторского факультета ВГИКа работал оператором Центральной студии кинохроники.
22 июня 1941 года после начала Великой Отечественной войны был призван в ряды РККА 22 июня 1941 года, получив воинское звание военинженер 2 ранга. С 1941 года в качестве кинооператора принимал участие в боевых операциях в составе Донского фронта, с июня 1943 года в киногруппе Воронежского, Юго-Западного фронтов, с сентября 1942 года в киногруппе Сталинградского фронта, снимал в Сталинграде и партизанских отрядах.
1 марта 1943 года «за проявленные доблесть и мужество на фронте борьбы с немецкими захватчиками» Б. В. Вакар был награждён Орденом Красного Знамени
Погиб 19 сентября 1943 года, участвуя в Карпатском рейде С. А. Ковпака.
Киноматериал отснятый Б. В. Вакаром был использован при монтаже известного хроникально-документального фильма «Страницы Сталинградской битвы» (1967 год) и его фамилия указана в титрах этого фильма.

## Награды и премии
- Сталинская премия первой степени (1943) — за съёмки вошедшие в фильм «Сталинград» (1942—1943);[4]
- Орден Красного Знамени (01.03.1943) — за участие в обороне Сталинграда.

## Семья
Брат — Вакар, Игорь Владимирович (1906—1977)